# Partido Comunista de Kurdistán
El Partido Comunista de Kurdistán (kurdo: Partiya Komunistê Kurdistan; turco: Kürdistan Komünist Partisi; abreviado como KKP) es un partido político de Turquía, fundado en 1982 como la rama kurda del Partido Laborista Comunista de Turquía (TKEP). Entre 1980 y 1982, el TKEP tuvo una Organización Autónoma del Kurdistán (Kürdistan Özerk Örgütü; KÖÖ). En 1990, el KKP se convirtió en un partido independiente. El KKP es liderado por Mehmet Baran.
Según su programa, el objetivo del KKP es establecer una república popular socialista en Kurdistán. Miembros de KKP, como Sinan Çiftyürek, hicieron parte de los fundadores del Partido por la Libertad y el Socialismo (ÖSP) fundado en 2011.
La publicación principal del KKP es Dengê Kurdistan. El KKP también tiene un comité en Alemania.